# Medal Konspiracji
Medal Konspiracji (port. Medalha da Inconfidência) – brazylijskie cywilne odznaczenie stanowe, ustanowione 28 lipca 1952 przez gubernatora stanu Minas Gerais i późniejszego prezydenta całego kraju Juscelina Kubitscheka de Oliveirę, na pamiątkę Konspiracji Minas Gerais z 1789.
Medal ten przyznawany jest za wybitny wkład w kulturalny, gospodarczy i społeczny rozwój państwa i kraju.
Podzielony został na cztery stopnie:
- Wielki Łańcuch Medalu Konspiracji (Grande Colar de Medalha da Inconfidência);
- Wielki Medal Konspiracji (Grande Medalha da Inconfidência);
- Medal Honorowy Konspiracji (Medalha de Honra da Inconfidência);
- Medal Konspiracji (Medalha da Inconfidência).

W brazylijskiej oficjalnej kolejności starszeństwa odznaczeń (medal ten jest tam jedynym odznaczeniem stanowym zaliczonym do oficjalnych), zajmuje miejsce bezpośrednio po Medalu Wyróżnienia, a przed odznaczeniami za szkolenia lub studia wojskowe.